# Командный чемпионат мира по рапиду и блицу 2024
Командный чемпионат мира по рапиду и блицу прошёл с 2 по 5 августа в Астане.
Командный чемпионат мира ФИДЕ по рапиду и блицу 2024 (FIDE World Rapid and Blitz Team Championships 2024) – это турнир по рапиду и блицу среди клубных команд, организованный Международной шахматной федерацией (ФИДЕ) в сотрудничестве с KazChess/Казахстанской федерацией шахмат (КФШ) при финансовой поддержке Freedom Holding Corp. Турнир проводился с 1 по 5 августа 2024 года в Астане (Казахстан).
Местом проведения соревнований был выбран конгресс-центр «QazExpo».

## Обзор
Согласно Регламенту турнира, команды состояли из 6-9 игроков. Матчи «команда на команду» и в рапиде, и в блице игрались на шести досках, причём в составе каждой команды должно было быть не менее одного игрока женского пола (5-я доска) и не менее одного игрока-любителя (6-я доска), чей рейтинг ФИДЕ в любом из контролей времени – стандарт, рапид и блиц – никогда не достигал 2000 пунктов Эло (на момент регистрации). Капитан команды мог быть играющим.
Командный чемпионат мира-2024 по рапиду прошёл 2–4 августа и состоял из 12 раундов по швейцарской системе.
Командный чемпионат мира-2024 по блицу прошёл 5 августа в два этапа. На первом этапе команды играли по круговой системе в пяти группах (A, B, C, D и E) по 8 команд. Во второй этап (плей-офф) вышли по три лучшие команды из каждой группы, а также лучшая из пяти команд, занявших 4-е место. Жеребьёвка пар 1/8 финала была проведена с учётом мест, занятых командами в группах, и средних рейтингов команд. Далее 16 лучших команд играли на вылет: 1/8 финала — четвертьфинал — полуфинал — финал.

## Требования к командам
В соответствии с положением соревнования к участию допускаются команды, имеющие:
- не менее шести и не более девяти игроков, включая не менее:
  - одну женщину;
  - одного любителя, который никогда не достигал рейтинга 2000 в классические, быстрые или блиц шахматы ФИДЕ.

## Регламент

### Рапид
- Формат: швейцарская система
- Контроль времени: 15+10
- Начисление очков: команды зарабатывают 2 очка за победу в матче, 1 очко за ничью и 0 очков за поражение в матче

### Блиц
- Формат: групповая стадия и нокаут-система. Команды делятся на разные группы примерно одинаковой силы. Каждая группа соревнуется в круговом турнире среди команд. 16 команд, набравших наибольшее количество очков по итогам группового этапа, выходят в плей-офф. 16 лучших команд из группового этапа соревнуются в турнире на выбывание по системе single-elimination. Каждая встреча состоит из двух матчей, в которых игроки меняют цвета между играми. Если матч заканчивается вничью, команды продолжают играть матчи с контролем времени 3+2, пока решающий матч не определит победителя. Игроки меняют цвета между играми
- Контроль времени: 3+2
- Начисление очков: команды зарабатывают 2 очка за победу в матче, 1 очко за ничью и 0 очков за поражение в матче

## Призовой фонд
Призовой фонд командных чемпионатов ФИДЕ по быстрым шахматам и блицу 2024 года составит 350 000 евро, из которых 250 000 евро выделены на турнир по быстрым шахматам, а оставшиеся 100 000 евро — на турнир по блицу. Все суммы указаны в евро.

### Рапид
- 1 место: 100 000
- 2 место: 60 000
- 3 место: 40 000
- 4 место: 25 000
- 5 место: 12 500
- 1 место среди команд со средним рейтингом ниже 2400: 12 500

### Блиц
- 1 место: 40 000
- 2 место: 25 000
- 3 место: 17 500
- 4 место: 17 500

## Участники
В турнире по быстрым шахматам приняли участие 38 команд. В турнире по блицу приняли участие 40 команд. Составы пяти сильнейших команд в соответствии со средним рейтингом:
Более 300 участников со всего мира сформировали 40 команд для участия в соревнованиях. Среди участников чемпионата были как действующие (Дин Лижэнь и Цзюй Вэньцзюнь), так и бывшие чемпионы мира (Магнус Карлсен, Хоу Ифань, Александра Костенюк), а также вице-чемпионы мира, победители Кубка мира, чемпионы мира по рапиду и блицу разных лет
| 1. WR Chess Team (РейтСр: 2731) Капитан: Ян Густаффсон | 1. WR Chess Team (РейтСр: 2731) Капитан: Ян Густаффсон | 1. WR Chess Team (РейтСр: 2731) Капитан: Ян Густаффсон | 1. WR Chess Team (РейтСр: 2731) Капитан: Ян Густаффсон |
| ------------------------------------------------------ | ------------------------------------------------------ | ------------------------------------------------------ | ------------------------------------------------------ |
| №                                                      |                                                        | Участники                                              | Рейтинг                                                |
| 1                                                      |                                                        | Магнус Карлсен                                         | 2827                                                   |
| 2                                                      |                                                        | Ян Непомнящий                                          | 2753                                                   |
| 3                                                      |                                                        | Ян-Кшиштоф Дуда                                        | 2742                                                   |
| 4                                                      |                                                        | Нодирбек Абдусатторов                                  | 2732                                                   |
| 5                                                      |                                                        | Рамешбабу Прагнанандха                                 | 2688                                                   |
| 6                                                      |                                                        | Винсент Каймер                                         | 2645                                                   |
| 7                                                      | ж                                                      | Хоу Ифань                                              | 2550                                                   |
| 8                                                      | ж                                                      | Александра Костенюк                                    | 2485                                                   |
| 9                                                      | л                                                      | Вадим Розентшейн                                       | 1887                                                   |

| 2. Decade China Team (РейтСр: 2693) Капитан: Ни Хуа | 2. Decade China Team (РейтСр: 2693) Капитан: Ни Хуа | 2. Decade China Team (РейтСр: 2693) Капитан: Ни Хуа | 2. Decade China Team (РейтСр: 2693) Капитан: Ни Хуа |
| --------------------------------------------------- | --------------------------------------------------- | --------------------------------------------------- | --------------------------------------------------- |
| №                                                   |                                                     | Участники                                           | Рейтинг                                             |
| 1                                                   |                                                     | Дин Лижэнь                                          | 2775                                                |
| 2                                                   |                                                     | Вэй И                                               | 2771                                                |
| 3                                                   |                                                     | Юй Янъи                                             | 2708                                                |
| 4                                                   |                                                     | Ван Юэ                                              | 2710                                                |
| 5                                                   |                                                     | Ли Чао                                              | 2602                                                |
| 6                                                   |                                                     | Сюй Сянюй                                           | 2593                                                |
| 7                                                   | ж                                                   | Цзюй Вэньцзюнь                                      | 2540                                                |
| 8                                                   | л                                                   | Ли Деян                                             | 1847                                                |
| 9                                                   | л                                                   | Панг Бо                                             | 1400                                                |

| 3. Chessy (РейтСр: 2626) Капитан: Эмиль Сутовский | 3. Chessy (РейтСр: 2626) Капитан: Эмиль Сутовский | 3. Chessy (РейтСр: 2626) Капитан: Эмиль Сутовский | 3. Chessy (РейтСр: 2626) Капитан: Эмиль Сутовский |
| ------------------------------------------------- | ------------------------------------------------- | ------------------------------------------------- | ------------------------------------------------- |
| №                                                 |                                                   | Участники                                         | Рейтинг                                           |
| 1                                                 |                                                   | Рихард Раппорт                                    | 2702                                              |
| 2                                                 |                                                   | Айк Мартиросян                                    | 2612                                              |
| 3                                                 |                                                   | Йорден Ван Форест                                 | 2659                                              |
| 4                                                 |                                                   | Видит Сантош Гуджрати                             | 2677                                              |
| 5                                                 |                                                   | Алексей Сарана                                    | 2648                                              |
| 6                                                 | ж                                                 | Хампи Конеру                                      | 2456                                              |
| 7                                                 |                                                   | Ягыз Каан Эрдогмуш                                | 2342                                              |
| 8                                                 | ж                                                 | Анна Музычук                                      | 2404                                              |
| 9                                                 | л                                                 | Мухтар Айнакул                                    | 2025                                              |

| 4. Al-Ain ACMG UAE (РейтСр: 2634) Капитан: Сами Хадер | 4. Al-Ain ACMG UAE (РейтСр: 2634) Капитан: Сами Хадер | 4. Al-Ain ACMG UAE (РейтСр: 2634) Капитан: Сами Хадер | 4. Al-Ain ACMG UAE (РейтСр: 2634) Капитан: Сами Хадер |
| ----------------------------------------------------- | ----------------------------------------------------- | ----------------------------------------------------- | ----------------------------------------------------- |
| №                                                     |                                                       | Участники                                             | Рейтинг                                               |
| 1                                                     |                                                       | Даниил Дубов                                          | 2716                                                  |
| 2                                                     |                                                       | Пархам Магсудлу                                       | 2653                                                  |
| 3                                                     |                                                       | Владислав Артемьев                                    | 2736                                                  |
| 4                                                     |                                                       | Дмитрий Андрейкин                                     | 2644                                                  |
| 5                                                     |                                                       | Володар Мурзин                                        | 2591                                                  |
| 6                                                     | ж                                                     | Екатерина Лагно                                       | 2466                                                  |
| 7                                                     | ж                                                     | Чжу Цзиньэр                                           | 2438                                                  |
| 8                                                     | л                                                     | Вафия Дарвиш Аль Маамари                              | 1899                                                  |
| 9                                                     | л                                                     | Ибрагим Галымжанулы                                   | 1890                                                  |

| 5. Kazchess (РейтСр: 2584) Капитан: Гульмира Даулетова | 5. Kazchess (РейтСр: 2584) Капитан: Гульмира Даулетова | 5. Kazchess (РейтСр: 2584) Капитан: Гульмира Даулетова | 5. Kazchess (РейтСр: 2584) Капитан: Гульмира Даулетова |
| ------------------------------------------------------ | ------------------------------------------------------ | ------------------------------------------------------ | ------------------------------------------------------ |
| №                                                      |                                                        | Участники                                              | Рейтинг                                                |
| 1                                                      |                                                        | Шахрияр Мамедьяров                                     | 2687                                                   |
| 2                                                      |                                                        | Петр Свидлер                                           | 2728                                                   |
| 3                                                      |                                                        | Александр Грищук                                       | 2670                                                   |
| 4                                                      |                                                        | Дармен Садвакасов                                      | 2593                                                   |
| 5                                                      |                                                        | Алишер Сулейменов                                      | 2475                                                   |
| 6                                                      |                                                        | Алдияр Ансат                                           | 2353                                                   |
| 7                                                      | ж                                                      | Бибисара Асаубаева                                     | 2434                                                   |
| 8                                                      | л                                                      | Алимжан Аяпов                                          | 1946                                                   |
| 9                                                      | л                                                      | Нурмухаммед Кабиназар                                  | 1873                                                   |

## Результаты

### Рапид
Командный чемпионат мира ФИДЕ по рапиду 2024 года выиграла команда «Al-Ain ACMG UAE» (Владислав Артемьев, Даниил Дубов, Пархам Магсудлу, Дмитрий Андрейкин, Катерина Лагно, Вафия Дарвиш аль-Маамари, Володар Мурзин, Чжу Цзиньэр, Ибрагим Галымжанулы), набравшая в 12 матчах 21 командное очко (10 побед, 1 ничья и 1 поражение).
Серебряные медали достались команде «Decade China Team» (20 очков), бронзовые – прошлогоднему чемпиону «WR Chess Team» (19 очков). Четвертое место заняла команда «Chessy» (18 очков), пятое – «Team MGD1» (17). Приз для команд со средним рейтингом менее 2400 выиграла команда «Royal Chess»: будучи № 10 в стартовом списке (2390), она заняла 7-е место (14 очков).
Судьба всех комплектов медалей решилась буквально «на флажке»: золото команде «Al-Ain ACMG UAE» принесла первая победа (!) её первого номера Даниила Дубова, а победа Хоу Ифань позволила удержаться на 3-м месте прошлогоднему чемпиону – команде «WR Chess Team».
Из отдельных результатов следует отметить сенсационный разгром – 5:1! – в 4-м туре командой «Chessy» прошлогоднего чемпиона и рейтингового лидера нынешнего чемпионата «WR Chess Team», причём игравший белым цветом Магнус Карлсен (2827) предпочёл остановить часы и сдаться, не дожидаясь 24-го хода чёрных фигур, которыми руководил Рихард Раппорт (2702).
| Ст. номер | Место  | Команда           | Очки | + | - | = |
| --------- | ------ | ----------------- | ---- | - | - | - |
| 4         | Gold   | Al-Ain ACMG UAE   | 21   | 9 | 0 | 3 |
| 2         | Silver | Decade China Team | 20   | 8 | 0 | 4 |
| 1         | Bronze | WR Chess Team     | 19   | 9 | 2 | 1 |
| 3         | 4      | Chessy            | 18   | 8 | 2 | 2 |
| 6         | 5      | Team MGD1         | 17   | 7 | 2 | 3 |
| 7         | 6      | Ashdod Chess Club | 14   | 6 | 4 | 2 |
| 10        | 7      | Royal Chess       | 14   | 6 | 4 | 2 |
| 16        | 8      | Rookies           | 14   | 6 | 4 | 2 |
| 8         | 9      | GMHans.com        | 13   | 6 | 5 | 1 |
| 5         | 10     | Kazchess          | 13   | 5 | 4 | 3 |

### Блиц
Командный чемпионат мира ФИДЕ по блицу 2024 года выиграла команда «WR Chess Team» (Магнус Карлсен, Ян Непомнящий, Ян-Кшиштоф Дуда, Нодирбек Абдусатторов, Хоу Ифань, Вадим Розенштейн, Прагнанандха Рамешбабу, Винсент Кеймер, Александра Костенюк), в финале обыгравшая в двух матчах команду «Team MGD1». Бронзовые медали достались неудачникам полуфиналов – командам «Chessy» и «Al-Ain ACMG UAE».
На первом этапе 40 команд были разбиты на 5 групп по 8 команд, которые сыграли друг с другом по круговой системе в том же формате, что и рапид: команда на команду на шести досках, включая в обязательном порядке женщину (5-я доска) и игрока-любителя с рейтингом в блице ниже 2000 (6-я доска). При равенстве командных очков учитывался коэффициент Зоннеборна-Бергера для командных (TB1) и индивидуальных очков (TB2).
В плей-офф вышли по три лучшие команды из каждой группы, а также лучшая из пяти команд, занявших 4-е место – Hunnu Air (группа E). Жеребьёвка пар 1/8 финала была проведена с учётом мест, занятых командами в группах, и средних рейтингов команд. Далее соперники встречались в двухматчевых противостояниях с переменой цвета.
1/8 финала
WR Chess Team (№ 1) – Hunnu Air (№ 14) – 4½:1½, 4½:1½ 
Al-Ain ACMG UAE (№ 2) – Astana-1 (№ 11) – 6:0, 3½:2½
Greco (№ 15) – Decade China Team (№ 3) – 1½:4½, 2½:3½
Chessy (№ 4) – Q4Rail Kingsofchess Krakow (№ 12) – 4:2, 4:2
Rookies (№ 13) – Kazchess (№ 5) – 2½:3½, 2:4
Team MGD1 (№ 6) – Astana-2 (№ 16) – 5½:½, 4:2
Teniz Kazakhstan (№ 12) – Ashdod Chess Club (№ 7) – 3:3, 1:5  
GMHans.com (№ 9) – Royal Chess (№ 8) – 3½:2½, 5:1

Четвертьфинал
GMHans.com – WR Chess Team – 2½:3½, ½:5½
Decade China Team – Al-Ain ACMG UAE – 3:3, 3:3, 2½:3½
Kazchess – Chessy – 3:3, 1:5
Ashdod Chess Club – Team MGD1 – 2:4, 1½:4½

Полуфинал
Team MGD1 – Al-Ain ACMG UAE – 3:3, 3:3, 5½:½
WR Chess Team – Chessy – 4½:1½, 3:3

Финал
Team MGD1 – WR Chess Team – 2½:3½, 3:3
Как и в рапиде, отдельно были награждены по три лучших игрока на всех девяти – по списочному максимуму заявки – отдельных досках.
| Место  | Команда         |
| ------ | --------------- |
| Gold   | WR Chess Team   |
| Silver | Team MGD1       |
| 3-4    | Al-Ain ACMG UAE |
| 3-4    | Chessy          |

Состав команды «Team MGD1»:
| Team MGD1 (РейтСр: 2594) Капитан: Шринат Нараянан | Team MGD1 (РейтСр: 2594) Капитан: Шринат Нараянан | Team MGD1 (РейтСр: 2594) Капитан: Шринат Нараянан | Team MGD1 (РейтСр: 2594) Капитан: Шринат Нараянан |
| ------------------------------------------------- | ------------------------------------------------- | ------------------------------------------------- | ------------------------------------------------- |
| №                                                 |                                                   | Участники                                         | Рейтинг                                           |
| 1                                                 |                                                   | Арджун Эригайси                                   | 2740                                              |
| 2                                                 |                                                   | Раунак Садхвани                                   | 2665                                              |
| 3                                                 |                                                   | Сунилдут Лина Нараянан                            | 2640                                              |
| 4                                                 |                                                   | Венкатеш Пранав                                   | 2520                                              |
| 5                                                 |                                                   | Башкаран Адхибан                                  | 2575                                              |
| 6                                                 | ж                                                 | Харика Дронавалли                                 | 2423                                              |
| 7                                                 |                                                   | Шринат Нараянан                                   | 2442                                              |
| 8                                                 | л                                                 | Михир Шах                                         | 1796                                              |

Обладатели золотых медалей по доскам:
1.   Эдиз Гюрель (2465, «Rookies»);
2.   Ян Непомнящий (2777, «WR Chess Team»);
3.   Ян-Кшиштоф Дуда (2762, «WR Chess Team»);
4.   Прагнанандха Рамешбабу (2693, «WR Chess Team»);
5.   Нодирбек Абдусатторов (2669, «WR Chess Team»);
6.   Харика Дронавалли (2423, «Team MGD1»);
7.   Сюй Сянъю (2473, «Decade China Team»);
8.   Александра Костенюк (2460, «WR Chess Team»);
9.   Мухтар Айнакул (2025, «Chessy»).